# AIDS (バンド)
AIDSは、日本のパンク・ロックバンド。1989年12月に岡山で結成され、BSヤングバトルやイカ天に出演した後に拠点を東京に移転し、殺害塩化ビニール所属となった。花火、爆竹、牛乳、マヨネーズ等をぶちまける過激なライブで都内ほとんどのライブハウスから出入り禁止となった逸話を持つ。1995年10月のライブを最後にメンバー脱退の為活動停止となり、当初は新メンバーを入れて復活する予定であったが1996年に解散が発表された。

## 概要
THE CRAZY SKBが参加してライブを行う時はツインボーカルでCRAZY-AIDSとなり、いつも以上に過激なパフォーマンスが繰り広げられた。
初期の過激なライブの頃は「超過激殺害団体 AIDS」、後期には「超歌劇殺害団体 AIDS」と名乗っていた。

## メンバー
- キャロライン山田 - ボーカル（ex.スラッシュ55号）
- 玉chan - 2代目ギター
- モンチッチ - 2代目ベース（密売KGYダビッドソン、ex.L.B.F）
- SHOKO - 4代目ドラムス（ex.VIDEO-STALIN）

- THE CRAZY SKB - AIDSのセクシャル保護司メント（恐悪狂人団、猛毒、ハイテクノロジー・スーサイド、QP-CRAZY、怪奇!!動物アジテーターなど多数）
- うずなたいぞう - 司会&パフォーマンス（ex.QP-CRAZY）

旧メンバー
- 尾崎 - 初代ギター
- むし - 初代ベース
- のぶ - 初代ドラムス
- HIROSHI - 2代目ドラムス（ex.∀NTI FEMINISM、恐悪狂人団、ハイテクノロジー・スーサイド、DIG DAG 、CASCADE）
- オッくん - 3代目ドラムス

## 作品

### カセット
- 1stシングルカセット（1990年1月7日）

デビューライブにて無料配布されたもの。限定20本
- 2ndシングルカセット（1990年1月21日）

『ホモ白書』、『レズ白書』の2曲収録。限定5本
- 1stフルカセット（1990年2月11日）

限定50本
- 2ndフルカセット（1990年7月24日）

当初限定100本の予定だったが、予約だけで予定本数を越えてしまった為200本となった。限定200本
- 3rdフルカセット（1991年3月30日）

制作時のミスでテープスピードが2割程遅い。限定100本
- 3rdシングルカセット（1990年5月6日）

限定70本
- 4thフルカセット（1991年8月27日）

A面スタジオ録音、B面ライブ録音の全21曲。限定100本
- 4thシングルカセット（1991年10月10日）

岡山でのラストライブで無料配布されたもの。限定150本
- おいし～い（1993年7月18日 殺害塩化ビニール）

EP『みそっこ餅』とセットで発売された。限定50本
- 海っ子そだち（1994年12月1日 殺害塩化ビニール）

限定50本
- ざまぁカンカンPANDAの屁ぇ～ -94年10月10日のみ限定無料配布反則ビデオ-（1994年10月10日 殺害塩化ビニール）

殺害カルトビデオシリーズの第8弾としてライブで無料配布されたもので、実際はビデオではなくカセットテープ。
- パンダズノットデッド音頭（1996年）

### シングル
- 頼まれたッ!!（1993年4月25日）

フジヤマで行われたイベントにてジャンケンの勝者に無料配布されたもの。限定20枚

### アルバム
- ウンコ喰いたいッ!!（1992年4月10日 殺害塩化ビニール）
- 私はコレで、ヌイている…。（1995年4月10日 殺害塩化ビニール）
- 自己満足をあなたに…（1996年）

### 映像作品
- NHK全日本勝ち抜きロック選手権 '90BSヤングバトル（1991年8月）
- 後天性免疫不全症候群（1991年9月15日）
- 究極の解散 ザ・裏切り（1992年7月25日 殺害塩化ビニール）
- 殺害と書いてゲテモノと読む!! -殺害サミット'92ゲテモノ大行進&猛毒CD発売記念ギグ-(1992年11月5日 殺害塩化ビニール)
- -木曜スペシャル笑撃映像'92～'93カメラが撮らえた決定的瞬間-ドキッ!!丸ごとAIDS殺害だらけのゲテモノ大戦争（1993年10月1日 殺害塩化ビニール）

限定500本